# فرودگاه گردن ک. بوش
فرودگاه گردن ک. بوش (به انگلیسی: Gordon K. Bush Airport) (به زبان بومی: Snyder Field) یک فرودگاه همگانی بهره‌برداری هوایی با کد یاتا ATO است که یک باند فرود آسفالت دارد و طول باند آن ۱۷۰۷ متر است. این فرودگاه در شهر اتنز، اوهایو کشور ایالات متحده آمریکا قرار دارد و در ارتفاع ۲۳۳ متری از سطح دریا واقع شده‌است.